# Никкодеми, Дарио
Дарио Никкодеми (итал. Dario Niccodemi; 27 января 1874, Ливорно — 24 сентября 1934, Рим, Италия) — итальянский писатель
, драматург, либреттист
, сценарист, переводчик, театральный критик.

## Биография

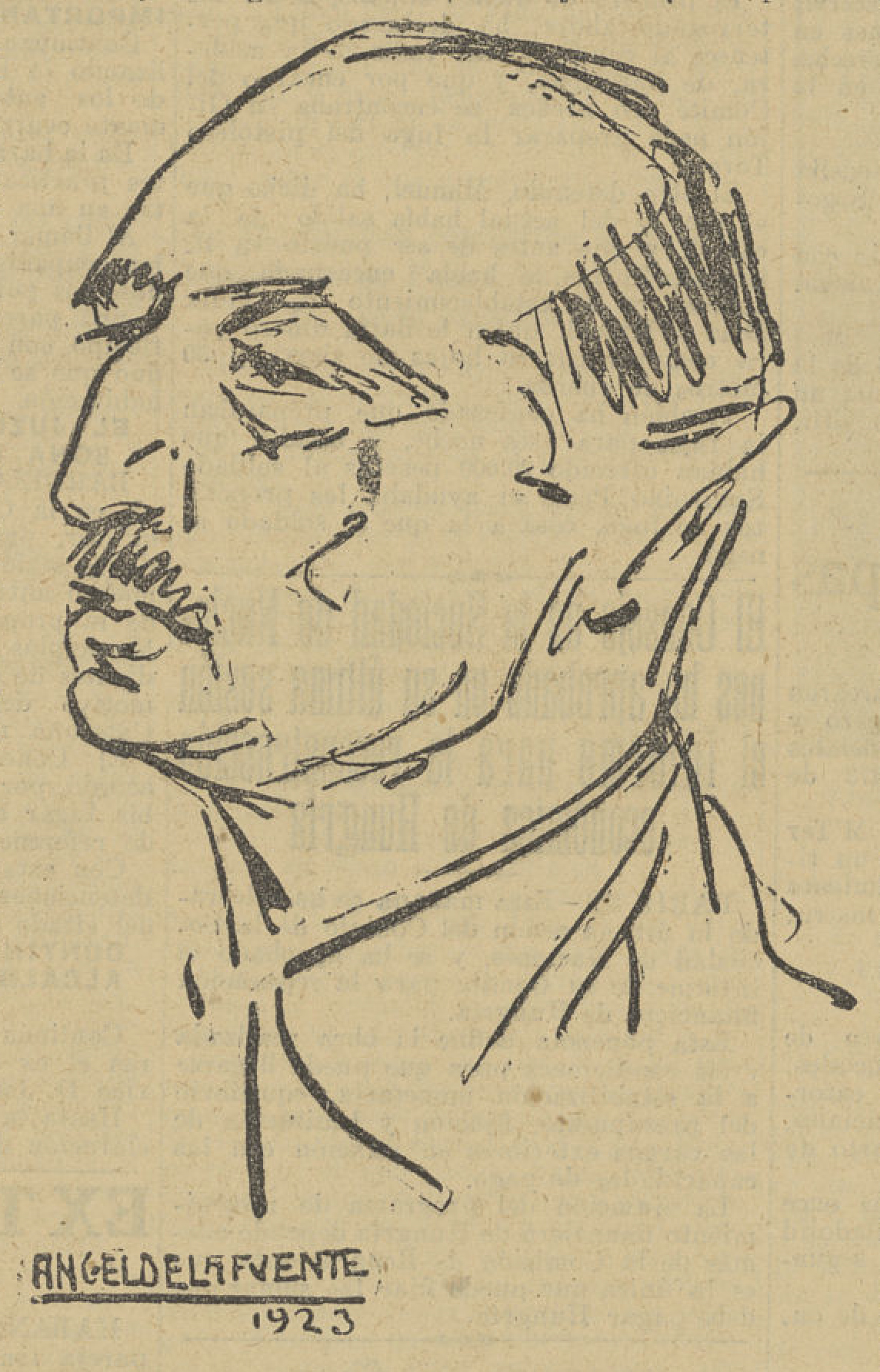
Портрет Д. Никкодеми

Детство и юность провёл в Буэнос-Айресе, где начал творческую деятельность как театральный критик, затем как драматург.
Первые пьесы Д. Никкодеми были написаны и поставлены на испанском языке. В 1900 году познакомился с выдающейся французской актрисой Г. Режан, гастролировавшей в странах Южной Америки, и стал её секретарём. Переводил и переделывал для Режан пьесы итальянских драматургов (в том числе «Трактирщицу» Гольдони), написал пьесы: «Ласточка» (1904), «Приют» (1909), «Акулы» (1913) и два оперных либретто.
В начале Первой мировой войны Д. Никкодеми уехал в Италию и поселился в Милане. В числе его первых пьес, написанных на итальянском языке: «Тень», «Отрезок» (обе в 1915). Во время Первой мировой войны успешно поставил серию комедий («Маэстрина», 1918), представлявших собой буржуазную драму в ироничной и сентиментальной манере, в которых его персонажи созданы по образцу общества рубежа XIX—XX веков. Автор нескольких романов («Il Romanzo di Scampolo»). Создавал свои произведения на итальянском, испанском, португальском и французском языках.
Д. Никкодеми был одним из наиболее репертуарных драматургов Италии, его пьесы ставились и в других странах. В 1921 он организовал собственную труппу и руководил ею около десяти лет, стремился поднять художественный уровень сценического искусства, создать исполнительский ансамбль. Труппа Д. Никкодеми выступала также в Испании, странах Латинской Америки, Египте.
Автор нескольких киносценариев, в том числе «Скамполо» (1928), «Немика», «Рассвет, день и ночь», «Маэстрина» (1942) и др.